# Passiflora lobata
Passiflora lobata (Killip) Hutch. ex J.M.MacDougal – gatunek rośliny z rodziny męczennicowatych (Passifloraceae Juss. ex Kunth in Humb.). Występuje naturalnie w Nikaragui, Kostaryce, Panamie oraz Kolumbii. 

## Morfologia
PokrójZdrewniałe, trwałe, mniej lub bardziej owłosione liany.
LiściePotrójnie klapowane, sercowate u podstawy. Mają 6–15 cm długości oraz 4–20 cm szerokości. Całobrzegie, ze spiczastym lub ostrym wierzchołkiem. Ogonek liściowy jest owłosiony i ma długość 30–80 mm. Przylistki są owalne, mają 5–10 mm długości.
KwiatyPojedyncze lub zebrane w pary. Działki kielicha są podłużne, mają 1,5–2,5 cm długości. Płatki są podłużne, mają 0,8–1,5 cm długości. Przykoronek ułożony jest w jednym rzędzie.
OwoceSą prawie jajowatego kształtu. Mają 10–12 cm długości i 3–4 cm średnicy.

## Biologia i ekologia
Występuje w wiecznie zielonych lasach na wysokości do 500 m n.p.m.